# Valaská Belá
Valaská Belá (in ungherese Bélapataka) è un comune della Slovacchia facente parte del distretto di Prievidza, nella regione di Trenčín.